# خوسيه كويلو
خوسيه كويلو هو لاعب كرة قدم برتغالي، ولد في 5 أغسطس 1961 في بينفايل في البرتغال. شارك مع منتخب البرتغال تحت 21 سنة لكرة القدم ومنتخب البرتغال لكرة القدم. أما مع النوادي، فقد لعب مع إستريلا دا أمادورا ونادي بوافيشتا ونادي بورتو.

## وصلات خارجية
- خوسيه كويلو على موقع الاتحاد الأوربي (الإنجليزية)
- خوسيه كويلو على موقع قاعدة بيانات كرة القدم.إي يو (الإنجليزية)
- خوسيه كويلو على موقع ناشيونال فوتبول تيمز (الإنجليزية)